# Kamil Lemieszewski
Kamil Lemieszewski est un acteur polonais né le 17 juin 1983.

## Filmographie

### Cinéma
- 2007 : Poland Nights : Kamil Lenmszkawasky
- 2015 : Unborn Justice : Mo
- 2015 : The Witcher: Geralt of Rivia : Geralt
- 2016 : Historia Roja : le général russe
- 2016 : Absolutely Fabulous, le film : Kamil Lemie
- 2016 : Jason Bourne : le protestant grec
- 2016 : Les Animaux fantastiques : le noble polonais
- 2016 : Haze : un homme
- 2017 : Lost in London : l'homme au costume rose
- 2017 : Le Roi Arthur : La Légende d'Excalibur : Merlin
- 2017 : American Assassin : le serveur
- 2017 : Third Day : Sebastian North
- 2017 : The Girls Were Doing Nothing : l'homme des années 1920
- 2018 : Otages à Entebbe : le pilote grec
- 2018 : Oh My God : Dieu
- 2018 : Solo: A Star Wars Story : le skipper Dryden
- 2018 : Wild is the North : Jaromir
- 2018 : Final Score : le vandale russe
- 2018 : Loveyatri : le danseur londonien
- 2018 : Les Animaux fantastiques : Les Crimes de Grindelwald : un sorcier
- 2019 : Dumbo : le propriétaire du cirque
- 2019 : Aladdin : un serviteur d'Ali
- 2019 : Rocketman : Dr Maverick et le pharmacien
- 2019 : Les Aéronautes : un scientifique de la Royal Society
- 2019 : The Song of Names : le rabbin hébreux et le médecin polonais
- 2019 : Cordélia : un chevalier
- 2020 : Na sygnale : Barista (1 épisode)
- 2021 : Last Man Down : Jorge le mercenaire
- 2021 : Thor'gal - Star Child : Thorgal
- 2021 : The Establisment: Division 9 : Boyd
- 2021 : Nameless : Nameless
- 2021 : Jesus and the Others : Hérode Ier le Grand

### Télévision
- 2012 : Pierwsza miłość : Lukasz (4 épisodes)
- 2014 : Peaky Blinders : un danseur (1 épisode)
- 2015 : PokerStars: Natural Born Poker Player : Capitaine Lefevre (1 épisode)
- 2015 : Toutânkhamon : Le Pharaon maudit : Sethi Ier
- 2016 : EastEnders : le constructeur Piotr (3 épisodes)
- 2016 : 50 Ways to Kill Your Lover : le ministre orthodoxe russe (1 épisode)
- 2017 : Lucky Man : John (1 épisode)
- 2017 : Michael Jackson: Man in the Mirror : John Landis
- 2017 : Episodes : un serveur (1 épisode)
- 2017 : Poetry Off the Page : le voleur
- 2018 : Druga szansa : Handsome (1 épisode)
- 2018 : The Innocents : Kevin (1 épisode)
- 2019 : Charlie, monte le son : l'invité au club (1 épisode)
- 2019 : La Peste : King and Death (1 épisode)